# Martino Martini
Pour les articles homonymes, voir Martini.
Compléments
Martini est l'auteur du premier grand atlas géographique de la Chine (1655)
Martino Martini (dont le nom chinois était Jitai Wei Kuang-guo), né le 20 septembre 1614 à Trente, dans la principauté épiscopale de Trente et mort le 6 juin 1661 à Hangzhou, en Chine, est un prêtre jésuite, missionnaire en Chine, premier géographe et cartographe moderne de la Chine.

## Biographie

### Jeunesse et formation
À la fin de ses études secondaires au collège de Trente, Martini entre dans la Compagnie de Jésus (8 octobre 1632). Dès la fin de son noviciat (1634) il demande au Supérieur général, Mutio Vitelleschi, d’être envoyé comme missionnaire en Chine. Il continue cependant ses études classiques (1634-1637) au collège romain, avec des cours de mathématique et astronomie sous la direction du grand savant, Athanase Kircher. 
Martini fait ses études de théologie (1637-1639) à Coïmbre, au Portugal, où il est ordonné prêtre en 1639. En fait il est déjà en route pour la Chine.

### À Macao et en Chine
Il embarque en 1640 et arrive à Macao en 1642. Il se met à l’étude du chinois, mais dès l’année suivante il traverse la frontière et établit sa résidence à Hangzhou qui est son port d’attache pour un certain temps. De là il sillonne les différentes provinces de l’empire pour recueillir des informations scientifiques, en particulier sur la géographie de l’empire chinois. Il visite Pékin et la Grande Muraille. 
Lorsque les Manchous envahissent la Chine et s’emparent de Pékin (1644) et de tout l’empire — entraînant la chute de la dynastie Ming — Martini court de grands dangers. Mais il est protégé par des fonctionnaires inférieurs qui estiment la science et la sagesse du jésuite. Il n’hésite pas à intervenir parfois auprès des autorités civiles et militaires pour sauver des vies. 

### La controverse des «rites chinois»
En 1650 le supérieur de la mission envoie le père Martini à Rome pour y expliquer et défendre l’approche missionnaire inculturée des Jésuites de Chine. Les coutumes chinoises qui ne sont pas contraires à la foi chrétienne sont respectées et même encouragées par les missionnaires, mais cela n’est pas compris en Europe, en particulier par les Franciscains et Dominicains. 
Le voyage de Martini est long et périlleux. Il passe par les Philippines en route pour Amsterdam où il débarque le 31 août 1653. À Amsterdam, Anvers, Vienne et Munich il rencontre des imprimeurs et prépare l’édition de trois ouvrages importants dont son fameux Novus Atlas Sinensis de la Chine. En fait il n’arrive à Rome qu’au printemps 1655.
La partie la plus difficile de son voyage se passe à Rome. Martini a apporté un long mémoire préparé par les missionnaires jésuites de Chine, expliquant en détail et justifiant leur approche missionnaire culturellement ouverte : le Brevis relatio de numero et qualitate christianorum apud sinas (Rome, 1654). Discussions et débats durent cinq mois, à la suite desquels la Propaganda Fide émet un décret en faveur des jésuites (23 mars 1656). Une bataille est gagnée… mais la controverse n’en est pas terminée pour autant.

### Retour en Chine
En 1658 Martini est de retour en Chine. Le voyage a duré près de deux ans car, fait prisonnier par des pirates, une rançon dut être payée pour obtenir sa libération. Seuls quatre des dix jeunes jésuites qui l’accompagnaient arrivent à bon port. La maladie a fait des ravages. Rentré à Hangzhou le 11 juin 1659 il reprend son travail pastoral auprès des nouveaux chrétiens de la région. De 1659 à 1661, il y construit une église de grande dimension, à triple nef, l'actuelle cathédrale de l'Immaculée Conception de Hangzhou.
Peu après, le 6 juin 1661, Martino Martini meurt du choléra, à l'âge de 47 ans.

## LaDescription de la Chine
Son grand ouvrage, l’Atlas sinensis (1654), a été publié en traduction française, sans les cartes, par Melchisédech Thévenot sous le titre de Description géographique de l'empire de la Chine (1655). Martini dit « qu'il ne s'y livra qu'après avoir reçu l'ordre de revenir en Europe (1651), et qu'il a passé dans cette occupation les ennuis d'une navigation fort longue, avec le secours principalement d'une cinquantaine de livres chinois ».
Cette Description de la Chine est remarquable par sa précision et ses appréciations positives de la société chinoise. La Description de Jean-Baptiste Duhalde, un siècle plus tard (1735), n'est pas plus complète. Michaud, en 1843, déclare : « Ce livre, tiré par le P. Martini d'un [plusieurs] original chinois, est le premier et a été longtemps le seul ouvrage traduit du chinois où l'on ait pu trouver des détails sur les événements de l'histoire chinoise dans les temps qui ont précédé l'ère chrétienne… Jusqu'au P. Maillac, on n'avait rien de mieux ni même d'aussi bon que Martini. » Et Yule, en 1871 : « Les cartes sont de source chinoise et étonnamment bonnes. Les descriptions sont aussi de source chinoise, mais émaillées d'informations propres à Martini et d'une exhaustivité qui n'a jamais été supplantée. »
Outre cette description de la Chine, l’Atlas sinesis contient 17 cartes (Chine, Japon, les 15 provinces de Chine) et une table des degrés de longitude et latitude des lieux figurant sur les cartes ; une histoire sommaire de la Chine et une histoire de la guerre de Tartarie ; enfin une addition de Golius sur le Royaume du Cathay.

## Œuvres

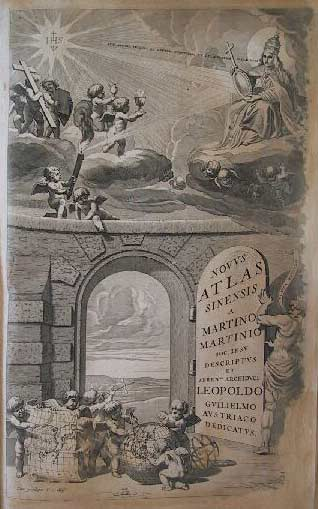
Page de titre du Novus atlas sinensis

### Éditions originales
- Brevis relatio de numero et qualitate Christianorum apud Sinas (Rome, 1654): mémoire préparé par les jésuites de Chine en défense de leur approche inculturée de l’évangélisation des chinois.
- De bello tartarico (Amsterdam, 1654) : histoire des événements qui ont conduit à la chute de la dynastie Ming (dont Martini est le contemporain). Œuvre traduite en de nombreuses langues et plusieurs fois republiée.
- Novus atlas sinensis (Amsterdam, 1655) : 17 cartes[3] des différentes provinces de Chine, avec de nombreuses pages de texte. Description la plus complète de la Chine connue à l’époque. Cet ouvrage très célèbre fit le renom de Martini comme géographe et cartographe de la Chine.
- Sinicae historiae dicas prima (Munich, 1658) : Histoire de la Chine ancienne jusqu’au début de l’ère chrétienne (première partie d’une œuvre non achevée)[5].
- Grammatica Linguae Sinensis: 1652-1653. La première grammaire de la langue chinoise de tous les temps[6].
- (en chinois) De amicitia (Hangzhou, 1661) : Anthologie de textes sur l’amitié tirés des auteurs classiques grecs et latins.
- Quelques traités (en chinois) prouvant par la raison l’existence de Dieu et l’immortalité de l’âme.

### Opera omniaen italien
- Opera Omnia, vol. I, Lettere e documenti, a cura di Giuliano Bertuccioli, Trento, Università degli Studi di Trento, 1998
- Opera Omnia, vol. II, Opere minori, a cura di Giuliano Bertuccioli, Trento, Università degli Studi di Trento, 1998
- Opera Omnia, vol. III, Novus Atlas Sinensis [1655], con note di Giuliano Bertuccioli, Trento, Unitn, 2002, con un volume di complemento intitolato Tavole (le diciassette carte geografiche dell’Atlas riprodotte in folio).
- Opera Omnia, vol. IV, Sinicae Historiae Decas Prima, a cura di Federico Masini e Luisa M. Paternicò, Trento, 2010.
- Opera Omnia, vol. V, De Bello Tartarico Historia e altri scritti, a cura di Federico Masini, Luisa M. Paternicò e Davor Antonucci, Trento, 2013.